# (7599) Munari
(7599) Munari  es un asteroide perteneciente al cinturón de asteroides, descubierto el 3 de agosto de 1994 por Andrea Boattini y Maura Tombelli desde el Observatorio Astronómico de las Montañas de Pistoia, en Italia.

## Designación y nombre
Munari se designó inicialmente como 1994 PB.
Más adelante fue nombrado en honor al astrónomo italiano Ulisse Munari (n. 1960).

## Características orbitales
Munari orbita a una distancia media del Sol de 3,0749 ua, pudiendo acercarse hasta 2,5403 ua y alejarse hasta 3,6095 ua. Tiene una excentricidad de 0,1738 y una inclinación orbital de 7,2754° grados. Emplea en completar una órbita alrededor del Sol 1969 días.

## Características físicas
Su magnitud absoluta es 13,0. Tiene 8,822 km de diámetro. Su albedo se estima en 0,172.